# AFL Division 1 2018
Die Austrian Football League Division 1 2018 war die 33. Spielzeit der zweithöchsten österreichischen Spielklasse der Männer im American Football. Sie begann am 25. März 2018 und endete am 21. Juli 2018 mit der Silver Bowl XXI in der NV Arena in St. Pölten. Meister wurden die Amstetten Thunder durch ein 17:13 gegen die Vienna Knights.

## Modus
Der Modus blieb im Vergleich zum Vorjahr gleich, jedes Team tritt gegen die vier Teams aus der eigenen Conference in einem Heim- und einem Auswärtsspiel an. Die Cineplexx Blue Devils mussten als letztplatzierte der Austrian Football League 2017 dieses Jahr wieder in der Division I antreten während die Steelsharks Traun als Sieger der letzten Silver Bowl aufsteigen durften und somit die Liga verließen. Nachdem die Budapest Wolves in der letzten Austragung der Division I nur ein Spiel von acht gewinnen konnten entschieden sie sich dafür die Liga zu verlassen. Sie werden durch den Sieger der Division II ersetzt, den Maribor Generals.
In den Playoffs spielen jeweils der Gruppenerste mit Heimrecht gegen den Zweiten der jeweils anderen Gruppe. Dessen Sieger spielten in der Silver Bowl XXI um den Aufstieg in die AFL.

## Teams
Conference A:
- Vienna Knights (Wien)
- Dacia Vikings 2 (Wien)
- Salzburg Bulls (Salzburg)
- Cineplexx Blue Devils (Hohenems)
- Swarco Raiders Tirol 2 (Innsbruck)

Conference B:
- Styrian Bears (Graz)
- Amstetten Thunder (Amstetten)
- Generali Invaders (St. Pölten)
- Carinthian Lions (Klagenfurt)
- Maribor Generals (Maribor, Slowenien)

## Grunddurchgang

### Spiele
| Conference A          | BLD   | VKN   | VI2   | RA2   | BUL   |
| --------------------- | ----- | ----- | ----- | ----- | ----- |
| Cineplexx Blue Devils |       | 20:27 | 35:0  | 26:0  | 14:0  |
| Vienna Knights        | 51:35 |       | 12:20 | 52:14 | 20:13 |
| Vienna Vikings 2      | 21:6  | 9:31  |       | 7:22  | 28:6  |
| Swarco Raiders 2      | 3:42  | 14:42 | 20:24 |       | 27:31 |
| Salzburg Bulls        | 21:6  | 7:22  | 6:13  | 20:42 |       |

| Conference B      | THN   | INV  | BEA   | LIO   | GEN   |
| ----------------- | ----- | ---- | ----- | ----- | ----- |
| Amstetten Thunder |       | 48:6 | 28:0  | 6:25  | 52:13 |
| Generali Invaders | 0:35  |      | 24:40 | 0:40  | 34:0  |
| Styrian Bears     | 6:20  | 7:9  |       | 26:22 | 49:7  |
| Carinthian Lions  | 28:31 | 7:0  | 21:20 |       | 51:6  |
| Maribor Generals  | 6:31  | 0:20 | 24:54 | 0:31  |       |

### Tabelle
| Conference A |                        |    |   |   |   |       |      |      |      |
|              | Team                   | Sp | S | U | N | Pct   | P35+ | P35− | Diff |
| 1            | Vienna Knights         | 8  | 7 | 0 | 1 | 0,875 | 254  | 132  | +122 |
| 2            | Vienna Vikings 2       | 8  | 6 | 0 | 2 | 0,750 | 151  | 123  | 0+28 |
| 3            | Cineplexx Blue Devils  | 8  | 4 | 0 | 4 | 0,500 | 187  | 130  | 0+57 |
| 4            | Salzburg Bulls         | 8  | 2 | 0 | 6 | 0,250 | 104  | 172  | 0−68 |
| 5            | Swarco Raiders Tirol 2 | 8  | 1 | 0 | 7 | 0,125 | 120  | 259  | −139 |
| Conference B |                        |    |   |   |   |       |      |      |      |
|              | Team                   | Sp | S | U | N | Pct   | P35+ | P35− | Diff |
| 1            | Amstetten Thunder      | 8  | 7 | 0 | 1 | 0,875 | 219  | 84   | +135 |
| 2            | Styrian Bears          | 8  | 5 | 0 | 3 | 0,625 | 220  | 133  | 0+87 |
| 3            | Carinthian Lions       | 8  | 5 | 0 | 3 | 0,625 | 185  | 90   | 0+95 |
| 4            | Generali Invaders      | 8  | 3 | 0 | 5 | 0,375 | 93   | 165  | 0−72 |
| 5            | Maribor Generals       | 8  | 0 | 0 | 8 | 0,000 | 56   | 301  | −245 |

Legende: Sp = Spiele, S = Siege, U = Unentschieden, N = Niederlagen, Pct = Winning Percentage,

P35+= erzielte Punkte (max. 35 mehr als gegnerische), P35− = zugelassene Punkte (max. 35 mehr als eigene), Diff = Differenz

Bei gleicher Pct zweier Teams zählt der direkte Vergleich

 Playoffs mit Heimrecht,
 Playoffs,
 Relegation

## Play-offs
|  | Playoffs: Semi-Finals | Playoffs: Semi-Finals | Playoffs: Semi-Finals |  |  | Silver Bowl XXI | Silver Bowl XXI   | Silver Bowl XXI |
|  |                       |                       |                       |  |  |                 |                   |                 |
|  |                       |                       |                       |  |  |                 |                   |                 |
|  | A1                    | Vienna Knights        | 36                    |  |  |                 |                   |                 |
|  | B2                    | Styrian Bears         | 10                    |  |  |                 |                   |                 |
|  |                       |                       |                       |  |  | A1              | Vienna Knights    | 13              |
|  |                       |                       |                       |  |  | B1              | Amstetten Thunder | 17              |
|  | B1                    | Amstetten Thunder     | 10                    |  |  |                 |                   |                 |
|  | A2                    | Vienna Vikings 2      | 3                     |  |  |                 |                   |                 |
|  |                       |                       |                       |  |  |                 |                   |                 |

## Silver Bowl
Den Silver Bowl XXI konnten die Amstetten Thunder gewinnen und steigen damit in die Austrian Football League auf.
|                                    |                                    |  | Silver Bowl XXI |                           |                   |  |                           |
|                                    | St. Pölten 21. Juli 2018 15:00 Uhr |  | Vienna Knights  | \| \| 13 : 17 \| \| \| \| | Amstetten Thunder |  | NV Arena Zuschauer: 2.000 |
| (6:0, 0:7, 0:0, 7:10) Spielbericht | St. Pölten 21. Juli 2018 15:00 Uhr |  | Vienna Knights  |                           | Amstetten Thunder |  | NV Arena Zuschauer: 2.000 |
|                                    | 13 : 17                            |  |                 |                           |                   |  |                           |
|                                    |                                    |  |                 |                           |                   |  |                           |